# Iais pubescens
Iais pubescens là một loài chân đều trong họ Janiridae. Loài này được Dana miêu tả khoa học năm 1852.